# Leucographus
Leucographus is een geslacht van kevers uit de familie van de boktorren (Cerambycidae). De wetenschappelijke naam van het geslacht werd in 1878 gepubliceerd door Charles Owen Waterhouse.

## Soorten
- Leucographus albovarius C.O.Waterhouse, 1878
- Leucographus alluaudi Fairmaire, 1897
- Leucographus catalai Villiers, 1939
- Leucographus variegatus C.O.Waterhouse, 1878